# César Díaz (regisseur)
César Díaz (Guatemala-Stad, 20 september 1978) is een Belgisch-Guatemalteeks filmregisseur, scenarioschrijver en editor.
Na eerdere studies in Mexico kwam hij in 1998 naar België en studeerde er aan de Université libre de Bruxelles. Nadien volgde hij scenarioschrijven aan de filmschool La Fémis in Parijs. Vanaf 2010 wijdde hij zich aan het bewerken van fictie en documentaires.
Het levensverhaal van César Díaz is dat van een politieke vluchteling: Hij werd geboren tijdens de burgeroorlog van de jaren 1970, waarin hij ook zijn vader verloor. In zijn films behandelt hij meermaals de Guatemalteekse Genocide uit de jaren 1980.

## Filmografie (selectie)
- Pourquoi les hommes brûlent-ils? (2010, documentaire)
- Territorio liberado (2014, documentaire)
- Ixcanul (2015, montage)
- Nuestras madres (2019, regie)

## Prijzen
Díaz won in Mexico de prijs van het IMCINE voor zijn documentaire Territorio liberado, en in 2019 de Caméra d'or op het Filmfestival van Cannes voor zijn film Nuestras madres.